# Real Central New Jersey
El Real Central New Jersey es un euqipo de fútbol de Estados Unidos que juega en la USL League Two, la cuarta división nacional.

## Historia
Fue fundado en el año 2020 en la ciudad de Trenton, New Jersey siendo el primer equipo de fútbol de Mercer County desde que el Penn-Jersey Spirit estuviera en la desaparecida American Professional Soccer League en 1991 y los New Jersey Wildcats desaparecieran en 2012. Al igual que el Spirit, RCNJ juega en el The College of New Jersey's Lions Stadium. El equipo jugó en su temporada inaugural en 2021 en el Mercer County Community College. Su primer partido fue ante sus rivales del Ocean City Nor'easters, perdiendo 0-3.
El Real Central NJ cuenta con un equipo femenil en la WPSL. y su equipo reserva lo hace en la Delaware River Conference de la Eastern Premier Soccer League.